# Pehuenchaphis
Pehuenchaphis är ett släkte av insekter. Pehuenchaphis ingår i familjen långrörsbladlöss.
Kladogram enligt Catalogue of Life:
| Pehuenchaphis | \| \| Pehuenchaphis agilissima \| \| \| \| \| \| Pehuenchaphis americana \| \| \| \| |
|               | \| \| Pehuenchaphis agilissima \| \| \| \| \| \| Pehuenchaphis americana \| \| \| \| |
|               | Pehuenchaphis agilissima                                                             |
|               |                                                                                      |
|               | Pehuenchaphis americana                                                              |
|               |                                                                                      |